# エドワード・ダニエル・クラーク

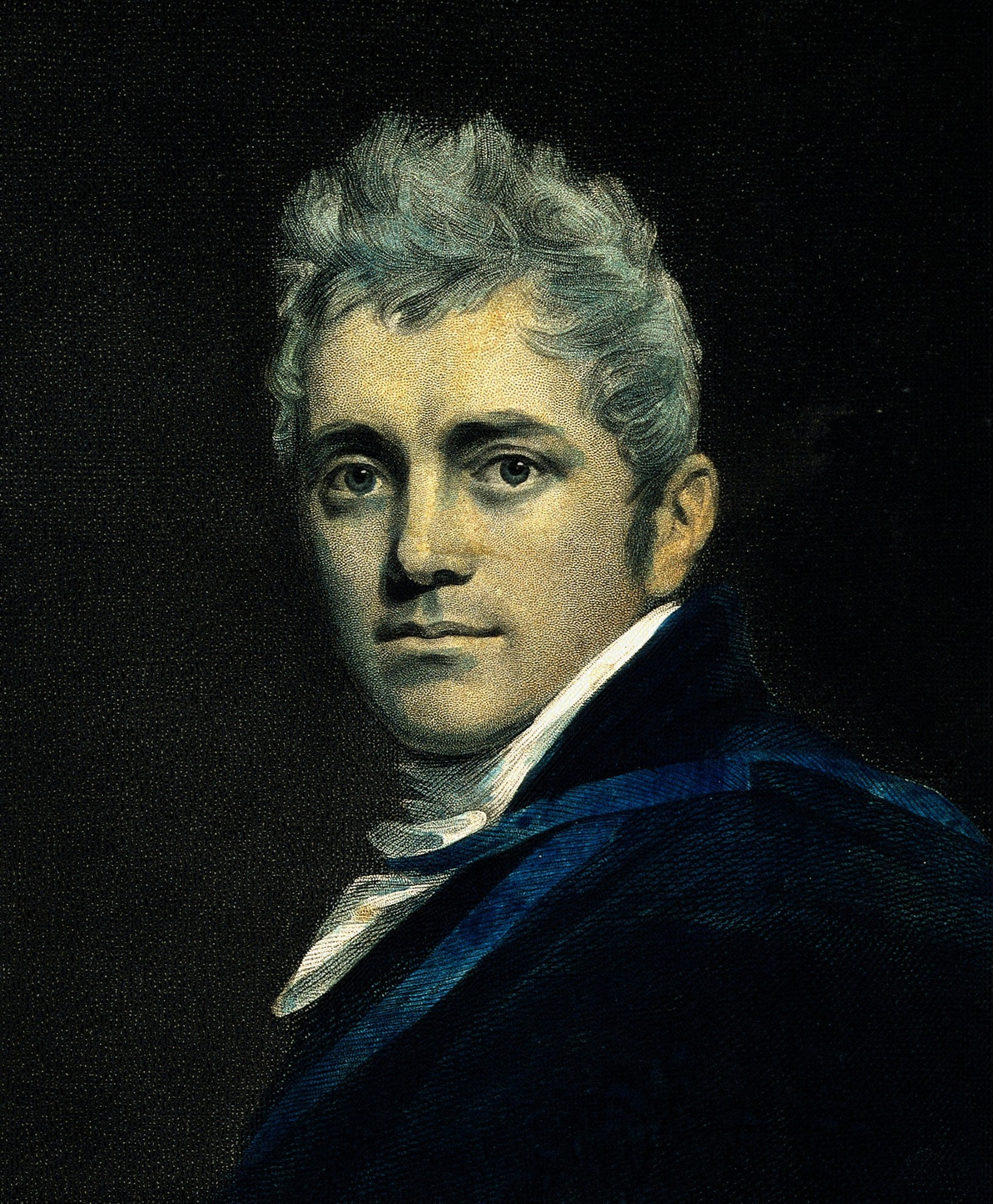
エドワード・ダニエル・クラーク

エドワード・ダニエル・クラーク（Edward Daniel Clarke、1769年6月5日 – 1822年3月9日）はイギリスの博物学者、鉱物学者、旅行家である。

## 略歴
イースト・サセックスのウィリンドンに生まれた。ケンブリッジ大学のジーザス・カレッジで学ぶ間に父親を失うが、1790年に学位を取得した。ドーセット公爵の甥の家庭教師になった。1792年にバーウィック卿にしたがって、ドイツ、スイス、イタリアを旅した。イギリスに戻った後も名家の家庭教師を務め、1799年からクリップ氏とヨーロッパ本土へ渡り、その後エジプトとパレスチナを旅した。1801年にフランスの占領していたアレキサンドリアをイギリスが奪取した後には、フランス人学者によって収集された彫像、石棺、地図、文書などを保守するのに功績があった。その後ギリシャを旅し、アテネからコンスタンティノープルを通り、ルメリアからオーストリア、ドイツ、フランスを旅した。1803年にイギリスに戻った。クラークは有名になっており、大学に多くの博物学的資料を寄付した功績で博士号（LL.D. ）を授与された。
1808年からは鉱物学の教授に任命された。旅行中に集めた文書をボードリアン図書館に£1000で売却し、旅行記の出版で多くの報酬を得た。化学の研究も行い、より高温を達成する酸水素ガス吹管を使った実験でいくつかの発見を行った。1817年にケンブリッジ大学の図書館長に任命され、ケンブリッジ哲学会 (Cambridge Philosophical Society) の創立メンバーのひとりである。ロンドンで没した。

## 著作
- Testimony of Authors respecting the Colossal Statue of Ceres in the Public Library, Cambridge (8vo, 1801–1803)
- The Tomb of Alexander, a Dissertation on the Sarcophagus brought from Alexandria, and now in the British Museum (4to, 1805)
- A Methodical Distribution of the Mineral Kingdom (fol., Lewes, 1807)
- A Description of the Greek Marbles brought from the Shores of the Euxine, Archipelago and Mediterranean, and deposited in the University Library, Cambridge (8vo, 1809)
- Travels in various Countries of Europe, Asia and Africa (4to, 1810–1819; 2nd ed., 1811–1823).